# Дом Горместхоза (Ижевск)
«Дом Горместхоза» — многоквартирный жилой дом, расположенный в центральной части Ижевска на улице Вадима Сивкова. Является памятником архитектуры регионального значения.

## История и описание
В конце 1920-х — 1940-х годах в Ижевске развернулось интенсивное строительство: вместо однообразных деревянных построек по городу начали возводиться многоэтажные дома. В апреле 1928 года были подведены итоги объявленного городским советом конкурса на лучший эскиз жилого дома. Лауреатом первой премии стала молодой архитектор с проектом «Донат» — по имени своего новорожденного сына. 
Дом на пересечении улиц Ленина (ныне улица Вадима Сивкова) и Советской, ставший одним из первых многоэтажек в Ижевске, был возведён под эгидой Горместхоза — Городского отдела местного хозяйства (ГОМХ), ведавшего жилищным и коммунальным хозяйством Ижевска, за 1928 и 1929 годы, о чём свидетельствуют соответствующие надписи на его аттиках.
После возведения дом заселила «элита» города и республики — партийные, комсомольские и хозяйственные руководители, высшие чины милиции, прокуратуры и т. д. В частности, в своё время здесь проживали:
- Андрей Васильевич Тронин, Председатель Совета Народных Комиссаров УАССР;
- Аркадий Андреевич Тронин, профессор УдГУ, доктор исторических наук;
- Сетык Оксанович Касимов, военный комиссар УАССР;
- Корнил Ильич Шибанов[удм.] — Первый секретарь ЦК ВЛКСМ УАССР.

Жилой дом выполнен по трёхчастной системе, с выступающими боковыми частями здания, его углы и центральная часть оформлена пилястрами, которые вытянуты на всю высоту. Над входами в подъезды дома установлены козырьки, поддерживаемые чугунными кронштейнами с завитками, сохранившимися, по словам старожилов, с момента его постройки. Среди других интересных особенностей дома можно отметить вертикальную укладку кирпичей над подъездами и старинную табличку, сохранившую прежнее название улицы — улица Ленина.
В 2001 году Постановлением Правительства Удмуртской Республики «Дому Горместхоза» была присвоена категория памятника градостроительства и архитектуры местного значения, а в 2017 году в соответствии с Приказом Минкульта РФ здание получило статус памятника регионального значения.